# Adenitis sebácea

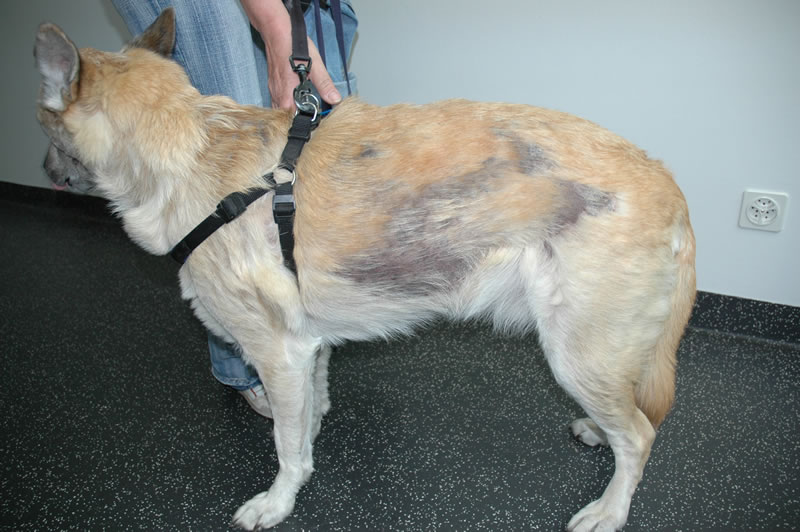
Adenitis sebácea y pérdida de pelo en un perro

La adenitis sebácea es una enfermedad de la piel poco común que se encuentra en algunas razas de perros, y más raramente en gatos, conejos y caballos. Caracterizada por una respuesta inflamatoria contra las glándulas sebáceas del perro (glándulas que se encuentran en los folículos pilosos en la dermis de la piel), que pueden conducir a la destrucción de la glándula. Fue descrita por primera vez en la literatura veterinaria en la década de 1980.

## Signos clínicos
Hay dos expresiones de esta afección, una para razas de pelo largo o doble y otra para razas de pelo corto, ambas con diferentes presentaciones.
- En las razas de pelo largo o doble, como Caniches, Akitas y Samoyedos, la afección a menudo se presenta con caspa plateada que se adhiere al pelaje, pérdida de cabello ( no debe confundirse con la muda o "despeluche"), que se vuelve opaco y quebradizo y, más tarde, lesiones en la piel a lo largo de la espalda y las orejas, así como piel engrosada y con un olor rancio o mohoso.[1]
- En las razas de pelo corto como Vizslas, la afección causa hinchazones faciales, lesiones nodulares de la piel, caspa fina que no se adhiere al pelaje y una apariencia general de "apolillado" en el pelaje.

## Causa

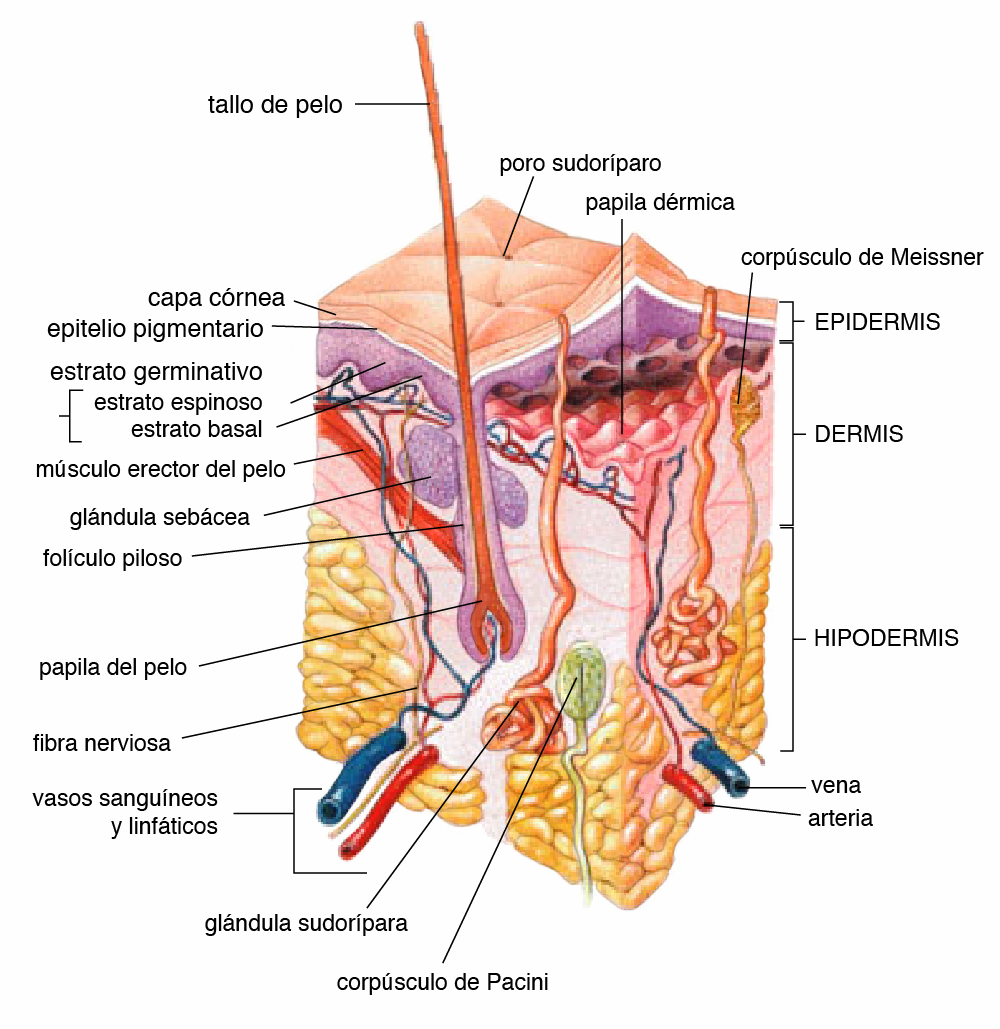
Anatomía de la piel humana, que muestra la ubicación de las glándulas sebáceas humanas y caninas

Los signos de adenitis sebácea son causados por un proceso de enfermedad inflamatoria que afecta a las glándulas sebáceas de la piel. La causa de la enfermedad inflamatoria es desconocida. Las diferentes razas de perros pueden tener diferentes causas subyacentes de la enfermedad
Actualmente se están realizando investigaciones para determinar si existe una predisposición genética a la adenitis sebácea; el modo exacto de herencia sigue siendo desconocido.
En los caniches, la adenitis sebácea es muy probablemente una enfermedad hereditaria autosómica recesiva, con expresión variable.

## Diagnosis
En general, la adenitis sebácea está infradiagnosticada en perros. La confirmación diagnóstica requiere biopsias con múltiples muestras analizadas por un dermopatólogo que confirmará la afección de las glándulas sebáceas, revelando una inflamación granulomatosa o piogranulomatosa alrededor de las glándulas sebáceas o incluso la destrucción completa de las glándulas sebáceas.
Otras afecciones con presentaciones similares son: foliculitis bacteriana y demodicosis, dermatofitosis, endocrinopatía, pénfigo foliáceo, dermatosis sensible al zinc, dermatosis sensible a la vitamina A, ictiosis y deficiencias nutricionales. Así como, pioderma superficial, seborrea primaria idiopática y otras enfermedades endocrinas.

## Tratamiento
No hay cura para esta afección. El tratamiento generalmente dura toda la vida y consiste en baños y aplicaciones de aceites minerales y lavado con champú antibiótico para tratar de aliviar los síntomas y ralentizar la progresión de la afección. Los champús antisépticos y antibióticos (clorhexidina o peróxido de benzoilo) se usan para controlar una  infección bacteriana secundaria más grave. Para algunas razas pueden ser efectivos la ciclosporina o los corticosteroides y los medicamentos inmunosupresores y se postula, a través de algunos estudios, que grandes dosis de vitamina A administradas por vía oral pueden mejorar la afección.
Se ha sugerido que cuanto más intensamente se aplican los métodos tópicos de tratamiento, menos agresivamente se necesita emplear la terapia inmunosupresora. La sugerencia es que este fenómeno puede deberse a una retroalimentación cíclica por la cual la infección secundaria, cuando no se trata adecuadamente con terapia tópica, aumenta y contribuye a una mayor inflamación de las glándulas sebáceas.

### Terapia tópica
Es una parte importante y crítica en el tratamiento de la enfermedad y puede necesitarse aplicar el tratamiento con champú con una frecuencia de 3 a 4 veces por semana. Un champú antiseborreico elimina la escama que bloquea los folículos. La aplicación de aceite mineral,  permaneciendo en el animal afectado durante al menos 2 horas, es necesaria para reemplazar los lípidos epidérmicos, así como para restablecer la función normal de la barrera epidérmica. El aceite se elimina después de varios baños. Este tratamiento con aceite debe repetirse al menos una vez a la semana durante 4 a 7 semanas hasta que se observe un nuevo crecimiento del pelo. Una vez que se observa un nuevo crecimiento del pelo, el tratamiento tópico se puede disminuir a cada 2 a 4 semanas.

### Terapia inmunosupresora
La terapia inmunosupresora y antiinflamatoria sirve para detener la destrucción continua de las glándulas sebáceas. Al igual que en otras enfermedades inflamatorias, la mayoría de los animales reciben un tratamiento inicial para detener la inflamación y el tratamiento se reduce a la dosis más baja que mantiene la enfermedad en remisión. Se puede usar ciclosporina oral. Los corticosteroides (por ejemplo, prednisona) se usan solo si el prurito es una característica clínica importante.

### Suplementación dietética
Los suplementos dietéticos comúnmente usados incluyen:
- Ácidos grasos omega-6 (p. Ej., aceite de cártamo o aceite de girasol)
- Ácidos grasos omega-3 (p. Ej., Aceites de pescado)
- Vitamina A.

## Epidemiología
Si bien la afección se ha visto en más de 60 razas de perros (incluidas las razas cruzadas), se ha descubierto que ciertas razas son más susceptibles que otras a la adenitis sebácea:
| - Akita americano y Akita Inu - Caniche - Vizsla - Springer spaniel inglés | - Chow Chow - Samoyedo - Braco de Weimar - Bichón habanero |

Las razas también mencionadas en la literatura científica como que tienen alguna susceptibilidad incluyen:
| - Pastor alemán - Dachshund - Bobtail - Lhasa Apso | - Bóxer - Collie - Caniche - Mestizos |

La adenitis sebácea no tiene predisposición sexual. La adenitis sebácea también ocurre en gatos, conejos y caballos.

## Etimología
Sebáceo se refiere a la glándula que se ve afectada por la enfermedad. Adenitis es un término general que se refiere a la inflamación de una glándula.

## Otras lecturas para ampliar
- Reichler, Iris M.; Hauser, Beat; Schiller, Irene; Dunstan, Robert W.; Credille, Kelly M.; Binder, Heinrich; Glaus, Toni; Arnold, Susi (2001). «Sebaceous adenitis in the Akita: clinical observations, histopathology and heredity». Veterinary Dermatology 12 (5): 243-53. PMID 11906649. doi:10.1046/j.0959-4493.2001.00251.x.  (5): 243@–53. doi:10.1046/j.0959-4493.2001.00251.x.

- Datos: Q1344999
- Multimedia: Canine sebaceous adenitis / Q1344999